# Десять заповідей (фільм, 1956)
«Де́сять за́повідей» (англ. The Ten Commandments, 1956) — американський кінофільм у жанрі пеплум. Екранізація твору Дж. Г. Інгрема. Фільм також є своєрідним переробленим римейком однойменної стрічки Сесіла Де Мілля 1923 року. Премія «Оскар» за найкращі спецефекти. Хоча на створення фільму було витрачено гігантську на той час суму — 13 млн доларів, «Десять заповідей» мали шалений касовий успіх, який багато років займав друге місце після касових зборів «Розвіяних вітром» (1939), і неодноразово були запущені у повторний прокат у США та інших країнах.

## Сюжет
Євреї перебувають в єгипетському рабстві вже чотириста років. Побоюючись можливого бунту через збільшення кількості єврейського населення, фараон Рамзес I наказує вбити усіх єврейських хлопчиків-первістків. Для уникнення такої ж долі для свого сина, молода єврейка Йохаведа кладе немовля у кошик і відпускає у плавання по водах Ніла. Хлопчика рятує дочка фараона — бездітна вдова Біфія, яка нарекла його Мойсеєм, тобто «вийнятим з води», і виховала, як свого сина при дворі її брата — фараона Сеті І.
З роками Мойсей став хоробрим воїном, талановитим будівником, милосердним до підданих принцом, чим завоював прихильність фараона Сеті, а також кохання прекрасної царівни Нефертарі. Сеті майже оголосив Мойсея своїм спадкоємцем, а Нефертарі готується до весілля з ним. Але рідний син Сеті, підступний принц Рамзес, не збирається віддавати кузену трон і Нефертарі, в яку він також закоханий. За допомогою продажного шпигуна Дафана, Рамзес дізнається, що Мойсей — єврей, і викриває його перед батьком. На Мойсея чекає страта: не тільки через єврейське походження, а й через вбивство головного наглядача за рабами. Однак розважливий Рамзес вигадує для Мойсея витонченішу розправу: він відпускає його блукати в пустелі, щоб той, або загинув там, або жив, як нікчемний вигнанець. Ледь не померши від голоду і спраги, Мойсей все ж знаходить прихисток у мадіамського священника, який, бачачи мужність і розум колишнього принца, видає за нього свою старшу дочку, Сепфору. Протягом наступних кількох років, Мойсей веде мирне життя зі своєю дружиною і сином, поки одного разу, піднявшись на гору Синай до неопалимої купини, не почув голос Господа, який наказував йому повернутися до Єгипту і вивести свій народ з рабства.
В Єгипті на той час, після смерті Сеті I, правив Рамзес II, який одружився з царівною Нефертарі й також мав з нею сина. Перша спроба Мойсея здобути євреям свободу провалилася: Рамзес тільки посміявся, а в покарання за зухвалість наказав рабам виготовляти цеглу без соломи. У відповідь, Господь опустив на Єгипет Кари: криваву воду, сарану, мошок, град, темряву та ін. Під натиском своїх радників, Рамзес вирішує відпустити юдеїв, але Нефертарі, яка досі плекала надію повернути кохання Мойсея, підбурила свого чоловіка не робити цього, бо ж, відпустивши рабів, він занапастить своє царство. Тому, після чергового візиту Мойсея, розлючений Рамзес видає указ: до ранку всі єврейські первістки мають загинути. Нефертарі ж, почувши це і не бажаючи бути причетною до смерті Мойсеєвого сина, відправляє хлопчика разом з Сепфорою додому. Вона певна, що цей благородний вчинок прихилить до неї серце її колишнього коханого. Однак Мойсей, довідавшись про плани Рамзеса, сповіщає Нефертарі, що загинуть не єврейські первістки, а єгипетські, починаючи з первістка фараона. У відчайдушній спробі врятувати життя єдиного сина, Рамзес нарешті відпускає єврейський народ, але принц все одно помирає. Десятки тисяч євреїв, взявши у єгиптян золото й інші коштовності, на чолі з Мойсеєм покидають Єгипет, щоб віднайти щастя в Землі Обітованій.
Вбитий горем Рамзес готовий змиритися з поразкою, але Нефертарі вимагає, щоб він помстився Мойсею. Рамзес збирає армію і вирушає навздогін втікачам. Діставшись Червоного моря, євреї помічають погоню за ними єгипетських колісниць і починають панікувати. Тоді Мойсей звертається з молитвою до Бога, і води моря розступаються перед юдеями. Колишні раби вільно проходять по дну Червоного моря. Коли ж дном моря поїхали колісниці єгиптян, хвилі затопили їх, знищивши військо Рамзеса. Сам же Рамзес, який був свідком цих чудес, повертається до Нефертарі й визнає, що Бог Мойсея — Істинний Бог.
Мойсей з євреями щасливо дісталися гори Синай, де Мойсей отримав від Бога скрижалі з Десятьма Заповідями. Проте, протягом сорока днів, що їх Мойсей провів на горі у пості й молитвах, народ почав сумніватися в ньому, розбестився і створив Золотого Тельця для поклоніння. Побачивши це, Мойсей розбив перші скрижалі, знищивши Тельця і підбурювачів народу. У покарання за це, жоден єврей, старший двадцяти років, не міг ступити в Землю Обітовану, тому Мойсей водив своїх людей пустелею наступні сорок років, поки покоління рабів не вимерло.
У фіналі фільму, виконавши свою місію і привівши юдеїв в Землю Обітовану, Мойсей вирушає в останню путь — до Господа Бога.

## У ролях
- Чарлтон Гестон — Мойсей
- Юл Бріннер — Рамзес II
- Енн Бакстер — Нефертарі
- Едвард Робінсон — Датан
- Івонн де Карло — Сепфора
- Марта Скотт — Іохаведа
- Джон Дерек — Ісус Навин
- Дебра Пейдж — Лілія
- Ніна Фох — Біфія
- Вінсент Прайс — Бака
- Джон Керрадайн — Аарон
- Джудіт Андерсон — Мемнет

## Премії та нагороди
- 1957 — Премія Оскар
  - Найкращі візуальні ефекти
- Номінації на премію Оскар

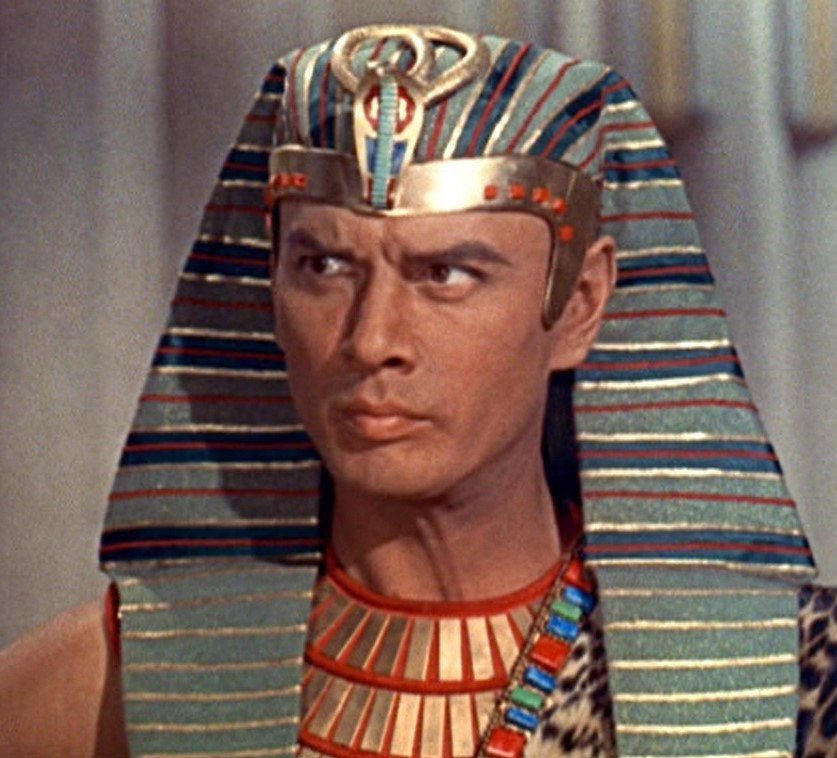
Юл Бріннер в ролі фараона Рамзеса II

  - Найкраща робота художника-постановника
  - Найкраща операторська робота
  - Найкращий фільм року
  - Найкращий дизайн костюмів
  - Найкращий монтаж
  - Найкращий звук
- 1957 — номінація на премію «Золотий Глобус»
  - Найкращий актор (Чарльтон Хестон)
- 1956 — Премія Національної ради кінокритиків США
  - Найкращий актор (Юл Бріннер)

## Цікаві факти
- Спочатку роль Нефертарі мала грати Одрі Гепберн, але Сесіл Де Мілль вважав, що вона занадто худа для цього. Тоді роль Нефертарі перейшла до Енн Бакстер, яка проходила проби на роль Сепфори.
- З 1973 року американський телеканал АВС щорічно показує «Десять заповідей» на Пасху.
- На відміну від більшості класичних фільмів «Десять заповідей» закінчуються не традиційним «The End», а ключовою фразою цього фільму — «So it was written, so it shall be done».